# Ruta Estatal de Arizona 202
La Ruta Estatal de Arizona Loop 202, y abreviada SR Loop 202 (en inglés: Arizona State Route Loop 202) es una carretera estatal estadounidense ubicada en el estado de Arizona. La carretera inicia en el antihorario desde la I 10  , SR 51   en Mini Stack hacia el horario en la I 10     en Chandler. La carretera tiene una longitud de 88,5 km (55.0 mi).

## Mantenimiento
Al igual que las autopistas interestatales, y las rutas federales y el resto de carreteras estatales, la Ruta Estatal de Arizona Loop 202 es administrada y mantenida por el Departamento de Transporte de Arizona por sus siglas en inglés ADOT.

## Cruces
La Ruta Estatal de Arizona Loop 202 es atravesada principalmente por la  US 60     en Mesa
 Loop 101     en Tempe
 Loop 101     en Chandler.